# Pteroinsäure
Pteroinsäure ist eine chemische Verbindung mit einer Pteridin-Struktur. Sie ist ein Zwischenprodukt in der Folsäure-Synthese.
Die zunächst Aporhizopterin genannte Pteroinsäure wurde 1947 als Hydrolyseprodukt aus Rhizopterin erhalten, welches aus dem Fermentationsprodukt des Schimmelpilzes Rhizopus nigricans isoliert wurde.